# Nandufélék
A nandufélék (Rheidae) a madarak osztályában a struccalakúak (Struthioniformes) rendjébe tartozó család.

## Származásuk, elterjedésük
A strucc legközelebbi rokonai; legrégibb ismert fosszíliáik mintegy 40 millió évesek.
Dél-Amerikában honosak a Tűzföldtől csaknem az Egyenlítőig. Két fajukat az Andok felgyűrődése különítette el egymástól: a nandu a hegyvonulat gerincétől keletre, a Darwin-nandu attól nyugatra él.

## Megjelenésük
Lábuk és nyakuk is hosszú. Megjelenésük és életmódjuk is hasonlít a struccéra, de kisebbek, három lábujjuk van, combjuk és fejük pedig tollas. Némileg csontozatuk is különbözik a struccétól, különösen a medence és a garat.
Testhosszuk elérheti az 1,7 métert, tömegük a 40 kilogrammot. Szárnyaik nagyok, futás közben úgy viselkednek mint a vitorlák.

## Életmódjuk, élőhelyük
A füves síkságok lakói. Rovarokkal, kisebb gerincesekkel és növényi részekkel táplálkoznak.

### Szaporodásuk
Társas életmódú fajok. Párzás után a hímek kaparnak egy fészeknek való helyt a talajban, amit fűvel bélelnek. A fészekalj 10–60 tojásból áll, mivel több tojó helyezi oda a tojását.  A tojásokat a hímek költik ki, és néhány tojást helyeznek a fészek köré, ami a ragadozóknak szánnak csaliként, hogy védjék a fészket.

## Rendszertani besorolásuk
A családba két nem tartozik egy-egy fajjal:
- Rhea (Brisson, 1760) – 1 faj
  - nandu (Rhea americana)

- Pterocnemia  (Gray, 1871) – 1 faj 
  - Darwin-nandu (Pterocnemia pennata vagy  Rhea pennata)